# Церковь Святой Марии (Галле)
Церковь Святой Марии (нем. Marienkirche) — протестантская церковь в городе Галле, земля Саксония-Анхальт; расположенная на рыночной площади и известная также как Маркткирхе (нем. Marktkirche Unser Lieben Frauen), церковь является самой новой из средневековых церквей города — и одним из самых важных памятников архитектуры в стиле поздней готики в Центральной Германии; была построена между 1529 и 1554 годами.